# Lago Smeraldo
Il lago Smeraldo è un lago artificiale che si trova a 1001 m s.l.m. presso Fondo, nel comune di Borgo d'Anaunia nell'Alta Val di Non in Trentino.

## Descrizione

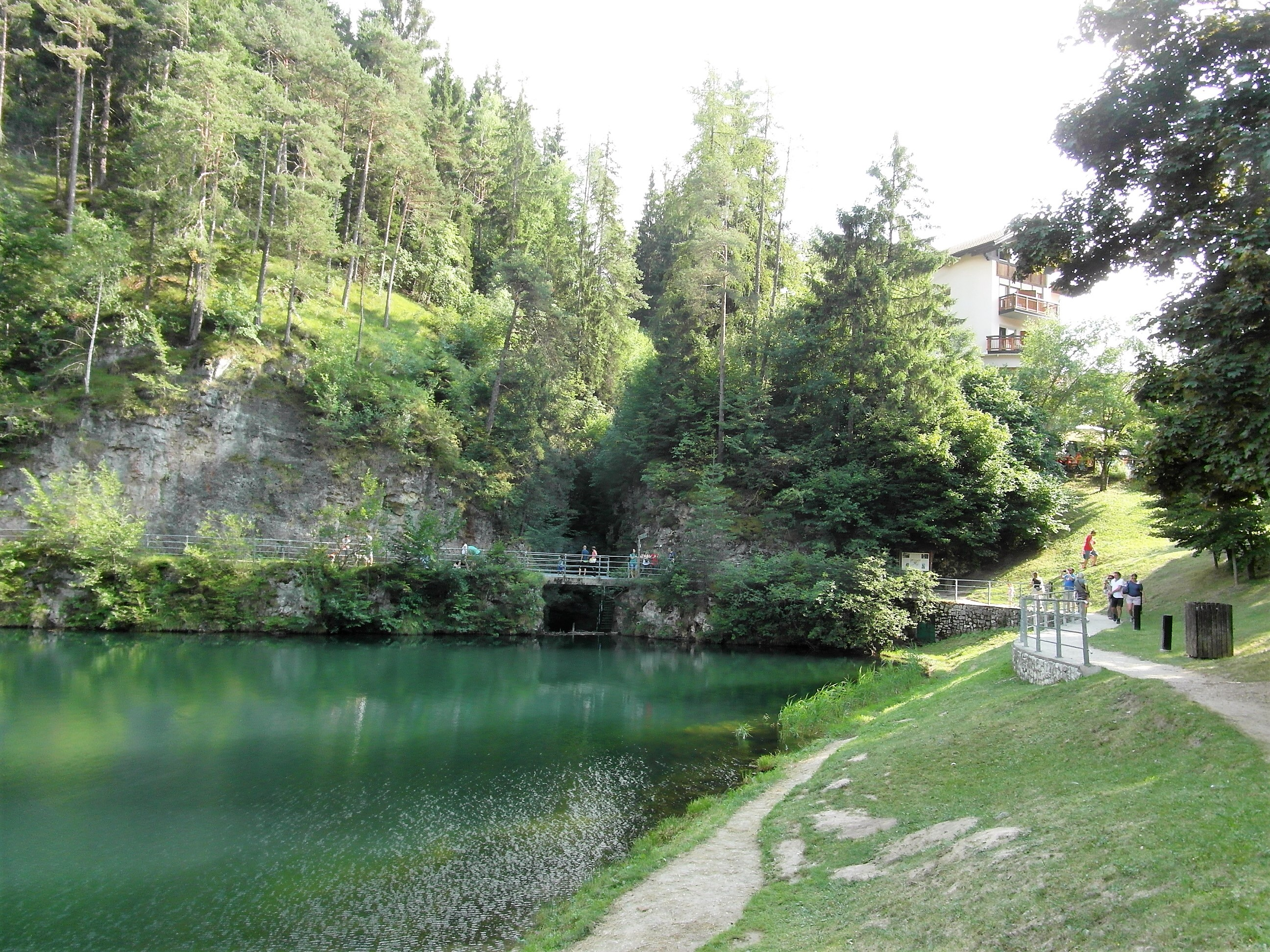
Al centro, l'ingresso al lago lungo la via "burrone".

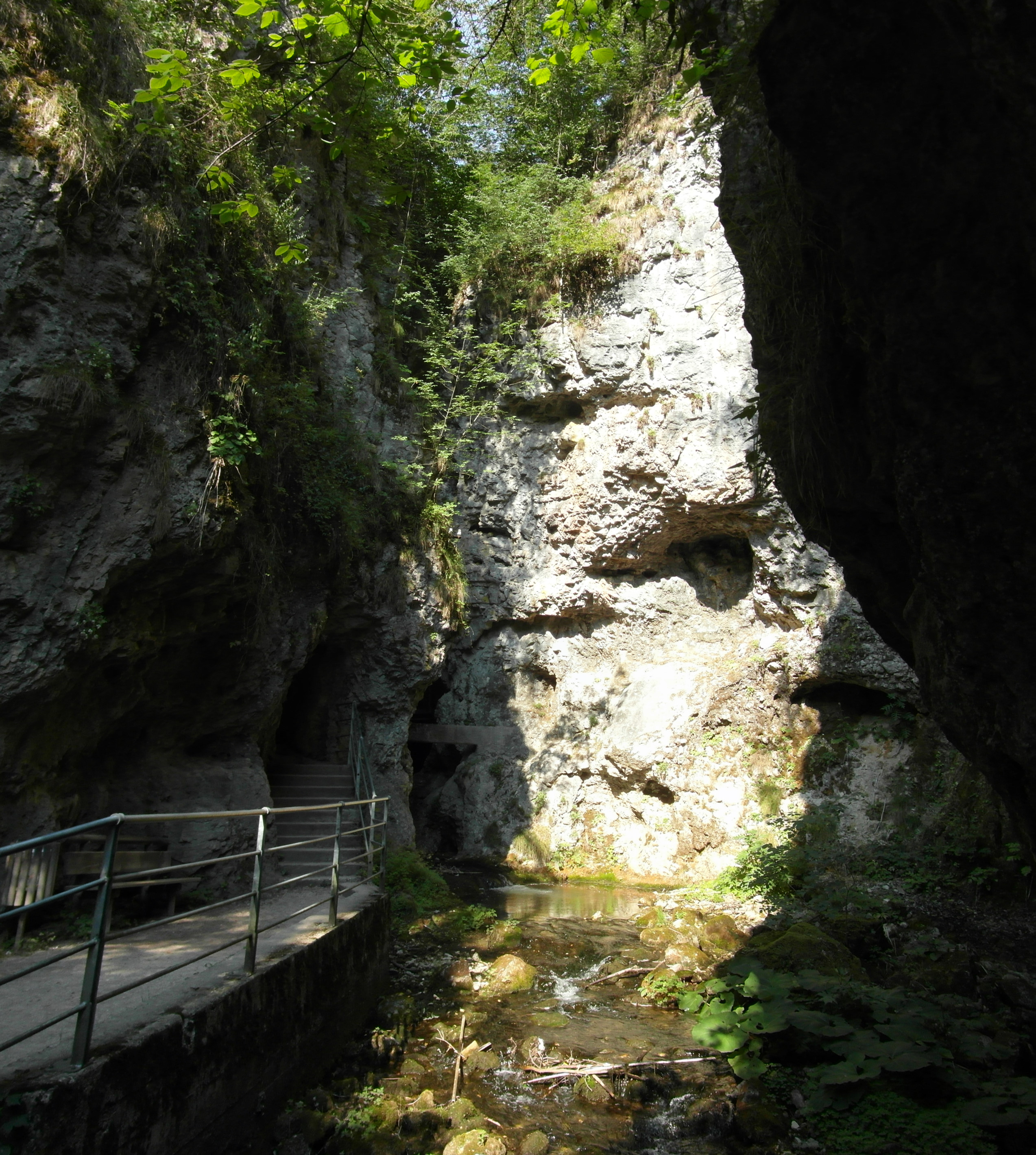
La via "burrone".

Con una superficie pari a circa 10 000 metri quadrati e una forma stretta ed allungata, il bacino alpino venne realizzato nel 1965 quindi in tempi recenti, andando a sbarrare il corso naturale del rio della Malga. Ciò ha consentito, oltre per gli abitanti locali, ma anche per i turisti, la possibilità di avere una loro piccola spiaggia. Nel lago è infatti possibile la balneazione.
È possibile raggiungerlo direttamente in macchina oppure risalendo il sentiero che segue il suo emissario. Qui si passa accanto ad un antico lavatoio, un ponte romano e la ricostruzione di un vecchio mulino (non più funzionante) a tre ruote. La parte finale di questo sentiero si stringe a mo' di un "burrone", da qui il nome del sentiero, e termina dopo una passerella e una scalinata metallica. Qui, incastrato tra le pareti laterali si osserva quello che i locali chiamano "Sass", cioè un masso erratico depositato dai ghiacciai nel corso del tempo, da qui in poi il rio della Malga cambia denominazione in rio Sass.
Partendo dal lago esistono diverse passeggiate che in breve conducono ad ammirevoli località. Una ad esempio conduce al doss di Sedruna, una seconda alla Falesia Marino Stenico dove è possibile praticare l'arrampicata su roccia, una terza all'orto botanico di Fondo, che proseguendo lungo il Sentiero dell'Erica, porta un punto panoramico; tutte raggiungibili in una mezz'oretta circa. Proseguendo per la strada dopo il lago Smeraldo, seguendo le indicazioni, è possibile raggiungere la malga di Fondo (1488m.s.l.m) e successivamente (proseguendo a piedi) il lago di Tret (o di santa Maria) e la cima del monte Macaion.